# Koło (Łódź)
Koło [pronunciación en polaco: /ˈkɔwɔ/] es un pueblo ubicado en el distrito administrativo de Gmina Sulejów, dentro del Distrito de Piotrków, Voivodato de Łódź, en Polonia central. Se encuentra aproximadamente a 10 kilómetros al noroeste de Sulejów, a 11 kilómetros al este de Piotrków Trybunalski, y a 47 kilómetros al sureste de la capital regional Łódź.